# George Street Playhouse
George Street Playhouse est une compagnie de théâtre américaine située à New Brunswick au New Jersey, sur la place civile dans le district gouvernementale dans le New Brunswick Performing Arts Center. Le GSP est l'une des compagnies les plus importantes de l'État, engagée dans la production de pièces nouvelles et établies,.
Le Directeur artistique David Saint et le directeur général Edgar Herrera dirigent le théâtre. Le George Street Playhouse présente une saison principale et offre un espace aux artistes de théâtre établis et émergents. Fondé en 1974 par Eric Krebs, le théâtre a été représenté par de nombreuses productions à la fois à Broadway et en dehors. En plus de sa saison principale, le théâtre propose des productions théâtrales itinérantes axées sur des problématiques sociales qui visitent plus de 250 écoles de la région tri-étatique et sont vues par plus de 30 000 élèves chaque année.

## Histoire
La compagnie de théâtre est initialement située dans un supermarché abandonné sur George Street, avant de déménagé à son emplacement actuel sur Livingston Avenue. En 2017, le théâtre déménage dans un emplacement temporaire dans l'ancien musée agricole sur le campus Cook de l'Université Rutgers. À l'automne 2019, le George Street Playhouse est retourné à son emplacement sur Livingston Avenue dans un nouveau bâtiment de théâtre à usage mixte, désormais appelé le New Brunswick Performing Arts Center.
La compagnie est membre de la New Jersey Theatre Alliance.

## Productions
- 1994 : Swinging on a Star de Johnny Burke
- 1996 : And Then They Came for Me: Remembering the World of Anne Frank
- 2000 : Down the Garden Paths d'Anne Meara, mise en scène de David Saint, avec Eli Wallach et Anne Jackson
- 2000 : Syncopation d'Alan Knee
- 2000 : The Spitfire Grill de James Valcq et Fred Alley, mise en scène de David Saint
- 2000 : Ancestral Voices d'A. R. Gurney, mise en scène de David Saint, avec Timothy Daly, Amy van Nostrand, Paul Rudd et Fred Savage
- 2001 : Lady Day at Emerson's Bar and Grill avec Suzanne Douglas et Billie Holiday
- 2004 : Hallelujah, Baby! d'Arthur Laurents, avec Anne Duquesnay et Suzanne Douglas
- 2004 : Celadine de Charles Evered, avec Amy Irving
- 2004 : Wasted de Kirsten Childs
- 2005 : Inspecting Carol de Daniel Sullivan, avec Dan Lauria et Peter Scolari
- 2005 : Underneath the Lintel de Glen Berger
- 2006 : The Value of Names de Jeffrey Sweet, avec Jack Klugman, Dan Lauria et Liz Larsen
- 2007 : The Sunshine Boys de David Saint, avec Jack Klugman et Paul Dooley
- 2007 : Oscar et la Dame rose d'Éric-Emmanuel Schmitt, mise en scène de Frank Dunlop, avec Rosemary Harris
- 2007 : Doubt de John Patrick Shanley, mise en scène d'Anders Cato avec Dylan Chalfy et Ann Dowd
- 2008 : I Stand Tour d'Idina Menzel
- 2008 : Roger Is Dead d'Elaine May, avec Marlo Thomas
- 2009 : Come Back, Come Back, Wherever You Are, d'Arthur Laurens, avec Shirley Knight
- 2010 : Calvin Berger de Barry Wyner, mise en scène de Kathleen Marshall
- 2011 : It Shoulda Been You de Brian Hangrove et Barbara Anselmi, mise en scène de David Hyde Pierce, avec Tyne Daly, Harriet Harris, Edward Hibbert, Richard Kline et Howard McGillin
- 2011 : Rouge de John Logan, avec Bob Ari et Randy Harrison